# Дерев'яні духові музичні інструменти
Дерев'яні духові музичні інструменти — група духових музичних інструментів, основним принципом гри на яких є регулювання довжини звучного стовпа повітря шляхом відкривання отворів, розташованих на корпусі інструмента на певній відстані один від одного.
На ранніх етапах свого розвитку ці інструменти, за винятком саксофона, виготовлялися виключно з дерева, чому і були названі дерев'яними. Деякі з них і зараз частково виготовляються з дерева (кларнет, гобой, також народні інструменти), інші ж як правило виготовляються з металу. Саксофон, хоча й виготовлявся від моменту свого винайдення (1841) з металу, також був віднесений до групи дерев'яних завдяки подібності принципу гри.

## Класифікація
За способом вдування струменя повітря дерев'яні духові інструменти діляться на два типи — лабіальні та язичкові.

### Лабіальні

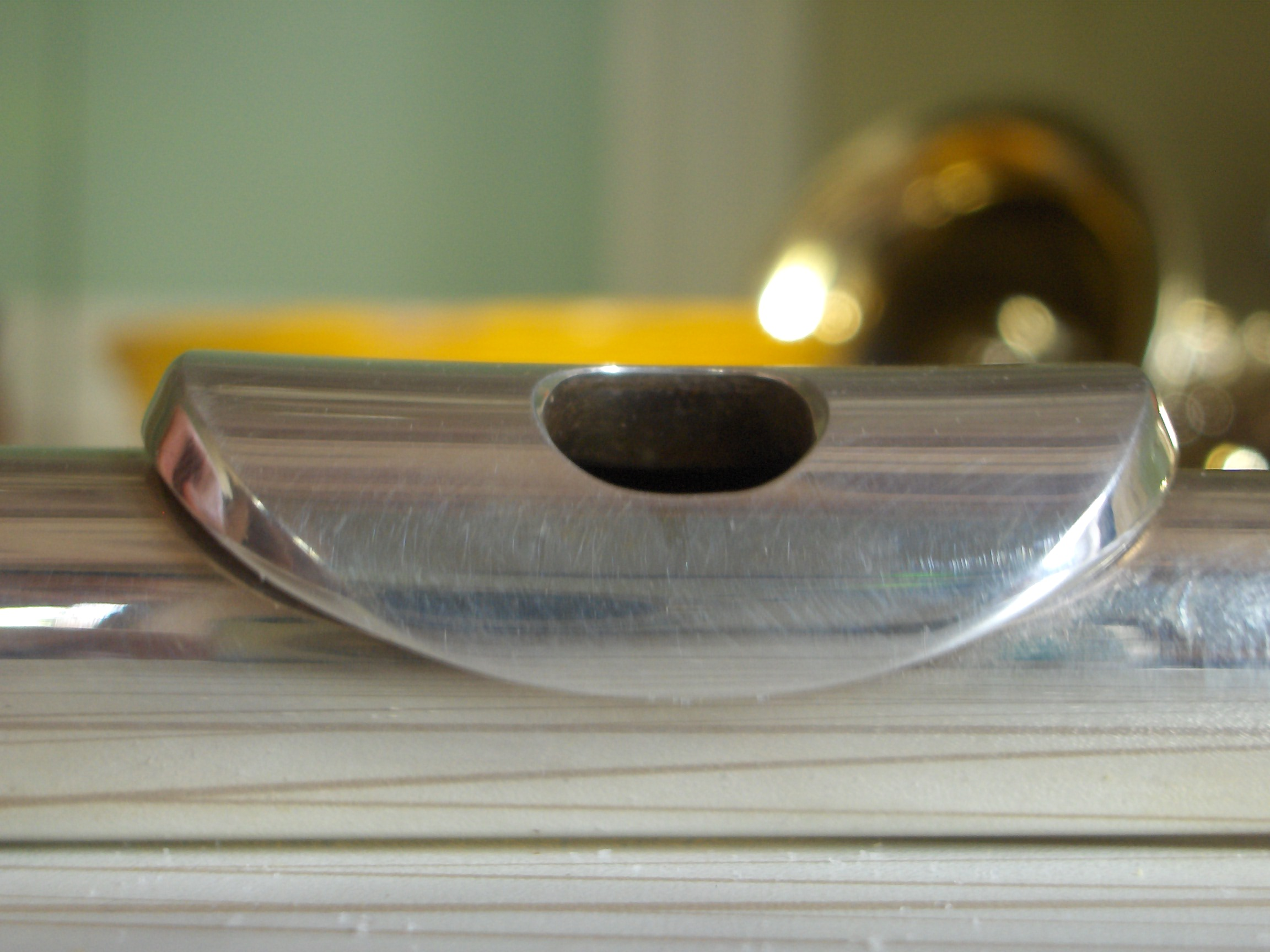
поперечний отвір у голівці оркестрової флейти

У лабіальних духових (також губно-щілинні; від лат. labium — «губа») струмінь повітря вдувається через спеціальний поперечний отвір у голівці інструмента та розсікається об гострий край отвору, приводячи у коливання стовп повітря усередині трубки інструмента.
Серед інструментів симфонічного оркестру лабіальними є флейта та її різновиди — флейта-піколо, альтова і басова флейти. Лабіальними також блок-флейти та значна кількість народних інструментів, наприклад, українські сопілка та свирилі чи японська сякухаті.

### Язичкові

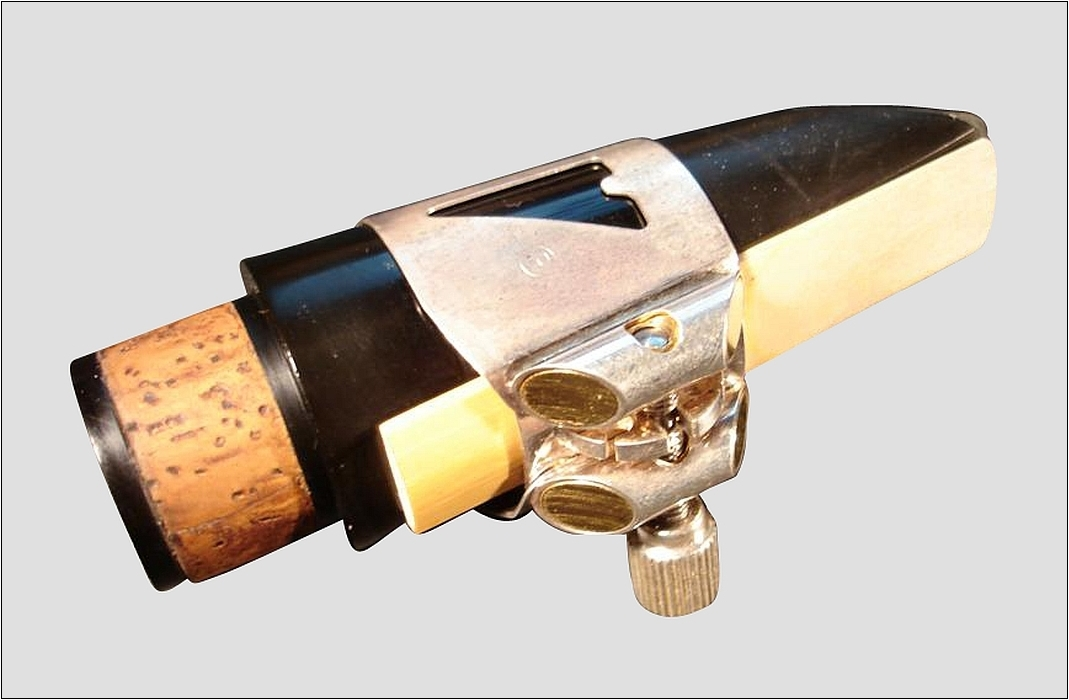
кларнетовий мундштук з тростю

У язичкових духових (також лінгвальні; від лат. lingua — «язик») струмінь повітря вдувається через язичок (трость), що закріплюється у верхній частині інструмента. При вдуванні повітря трость починає коливатися і збуджує коливання повітряного стовпа усередині інструмента. Трості бувають двох типів:
- Одинарна трость являє собою тонку очеретяну пластинку, що закриває отвір у мундштуці інструмента, залишаючи в ньому вузьку щілину. При вдуванні повітря тростина починає вібрувати з великою частотою (порядку сотень герц), то відкриваючи, то закриваючи отвір у мундштуці. Вібрація трості передається стовпу повітря усередині інструмента, який також починає вібрувати, таким чином, відтворюючи звук.
- Подвійна трость складається із двох тонких очеретяних пластинок, з'єднані одна з іншою, які при вдуванні повітря починають вібрувати, замикаючи і розмикаючи щілину, утворену ними самими.

Серед сучасних оркестрових інструментів одинарну трость мають кларнет та його різновиди — бас-кларнет, басетгорн, кларнет-піколо, а також саксофон в усіх його різновидах.
Подвійну трость мають такі оркестрові інструменти як гобой та його різновиди — англійський ріжок і гобой д'амур, фагот і контрафагот. Крім того подвійну трость мають рідко використовувані сарюзофони, старовинні бомбарда, шоломія і крумгорн, та ряд народних інструментів, таких як дудук, зурна.